# 太原府文庙
37°51′55″N 112°34′25″E / 37.86528°N 112.57361°E
太原府文庙位于中国山西省太原市迎泽区上官巷东端，是清代太原府的府学文庙，最早兴建于金代，清光绪七年毁于洪水，次年择地重建。现为全国重点文物保护单位，山西省民俗博物馆所在地。

## 沿革
太原府学始建于金天会年间（1123～1137年），与稍后建于的大定年间（1161～1189年）的太原县学均在县治之西，府县两学宫并峙，内各有府县两文庙，结构完整，规模宏大。两院落门外共有两大牌坊，东为“德配天地”，西为“道冠古今”。文庙和学宫主要建筑如棂星门、泮池、石桥、戟门、大成殿、东西庑、名宦、乡贤祠、孝悌忠义祠、崇圣祠、文昌祠、明伦堂、斋房、教谕、训导宅等齐备。后历代各有修建。清光绪七年（1881年），汾河泛滥，两学宫文庙均毁于水。清光绪八年（1882年），山西巡抚张之洞倡议在火毁的崇善寺废墟上重建文庙。
民国以降，文庙兴盛不再。民国八年（1919年）辟为省图书博物馆，此后曾改作民众教育馆。1953年省博物馆在此成立。1996年，文庙入选第三批省级重点文物保护单位。2003年10月10日，改为山西省民俗博物馆。

## 建筑
现存文庙建筑群坐北朝南，分两重院落，以红墙围绕，总占地面积达四万平方米。中轴线由南向北有万仞宫墙、棂星门、泮池、大成门、大成殿、木牌坊、崇圣祠，两旁有廊庑等建筑。
- 万仞宫墙外侧
- 万仞宫墙内侧
- 棂星门
- 大成门
- 大成殿
- 大成殿御道
- 大成殿内部
- 大成殿斗拱
- 大成殿栏杆
- 大成殿栏杆兽头
- 崇圣祠木牌坊
- 崇圣祠